# (158013) 2000 QW148
(158013) 2000 QW148 là một tiểu hành tinh vành đai chính. Nó được phát hiện bởi Robert H. McNaught ở Đài thiên văn Siding Spring ở Coonabarabran, New South Wales, Australia, ngày 29 tháng 8 năm 2000.